# Olivier Jacque
Olivier Jacque   (Villerupt, 29 d'agost de 1973) és un antic pilot de motociclisme francès que va guanyar el Campionat del Món de 250cc l'any 2000.

## Carrera esportiva
Jacque va ser subcampió d'Europa de 250cc el 1994 abans de passar a competir al mundial de 250cc. Al llarg dels anys que va seguir aquest campionat hi va acabar sempre entre els deu primers. El 2000 va mantenir una lluita pel títol amb els seus companys d'equip a Tech3 Shinya Nakano i Daijiro Kato durant tota la temporada, guanyant finalment el campionat de 250cc amb la seva Yamaha YZR250.
El 2001 va pujar a la classe de 500cc amb l'equip Tech3, al qual va romandre tres anys fins que, el 2004, es va trobar sense moto. Llavors va córrer un Gran Premi amb una Moriwaki, però de nou es va quedar sense moto per al 2005. Va substituir el lesionat Alex Hofmann al Gran Premi de la Xina i va sorprendre els seguidors en acabar-hi segon darrere de Valentino Rossi amb una Kawasaki de fàbrica. Aleshores, Kawasaki el va fitxar com a pilot de fàbrica ocasional. No va competir amb aquest equip el 2006, però va ser triat per al 2007 al costat del també francès Randy de Puniet, en substitució de Nakano. Més tard es va revelar que Sete Gibernau havia rebutjat l'oferta abans que li oferissin a Jacque.
Tanmateix, la temporada va ser un desastre. A Istanbul va provocar una col·lisió de quatre motos en perdre el punt de frenada en un revolt a la primera volta i colpejar Colin Edwards i involucrar-hi també a Dani Pedrosa i Chris Vermeulen. A la següent ronda, Shanghai, es va estavellar als entrenaments i es va fer un tall al braç prou seriós com per no poder córrer allà ni a Le Mans. Va tornar a estavellar-se als entrenaments al circuit de Catalunya i es perdé també aquesta cursa.
Després d'aquesta tirallonga de lesions, Jacque va anunciar la seva retirada de MotoGP el juny de 2007. Va continuar, però, com a pilot de proves i assessor tècnic del Kawasaki Racing Team.

## Compromís
Olivier Jacque és actualment membre del club 'Champions for Peace', un grup de 54 famosos atletes d'elit compromesos a contribuir a la pau al món a través de l'esport creat per Peace and Sport, una organització internacional amb seu a Mònaco.

## Resultats al Mundial de motociclisme
Barem de puntuació de 1993 ençà:
| Posició | 1  | 2  | 3  | 4  | 5  | 6  | 7 | 8 | 9 | 10 | 11 | 12 | 13 | 14 | 15 |
| Punts   | 25 | 20 | 16 | 13 | 11 | 10 | 9 | 8 | 7 | 6  | 5  | 4  | 3  | 2  | 1  |

(Ids. Grans Premis | Llegenda) (Curses en negreta indiquen pole; curses en  itàlica indiquen volta ràpida)
| Any  | Categoria | Moto     | 1       | 2       | 3       | 4       | 5      | 6       | 7       | 8       | 9       | 10      | 11      | 12      | 13      | 14      | 15      | 16      | 17  | 18  | Pos | Pts |
| ---- | --------- | -------- | ------- | ------- | ------- | ------- | ------ | ------- | ------- | ------- | ------- | ------- | ------- | ------- | ------- | ------- | ------- | ------- | --- | --- | --- | --- |
| 1995 | 250cc     | Honda    | AUS Ret | MAL 10  | JPN Ret | ESP 12  | GER 11 | ITA 16  | NED Ret | FRA 9   | GBR 4   | CZE 14  | BRA 7   | ARG 4   | EUR 9   |         |         |         |     |     | 10è | 66  |
| 1996 | 250cc     | Honda    | MAL 4   | INA 8   | JPN 4   | ESP 7   | ITA 4  | FRA Ret | NED Ret | GER 2   | GBR 3   | AUT Ret | CZE 2   | IMO 2   | CAT 2   | BRA 1   | AUS 3   |         |     |     | 3r  | 193 |
| 1997 | 250cc     | Honda    | MAL 3   | JPN DNS | ESP 7   | ITA 5   | AUT 1  | FRA Ret | NED Ret | IMO 2   | GER 2   | BRA 1   | GBR 4   | CZE 2   | CAT 6   | INA 3   | AUS 3   |         |     |     | 4t  | 201 |
| 1998 | 250cc     | Honda    | JPN 5   | MAL 3   | ESP 3   | ITA Ret | FRA 4  | MAD Ret | NED Ret | GBR     | GER     | CZE Ret | IMO 5   | CAT 4   | AUS 3   | ARG 3   |         |         |     |     | 5è  | 112 |
| 1999 | 250cc     | Yamaha   | MAL 4   | JPN Ret | ESP DNS | FRA     | ITA    | CAT     | NED     | GBR     | GER 8   | CZE 5   | IMO 3   | VAL Ret | AUS 2   | RSA 3   | BRA 4   | ARG 1   |     |     | 7è  | 122 |
| 2000 | 250cc     | Yamaha   | RSA 4   | MAL 2   | JPN 4   | ESP 4   | FRA 3  | ITA 2   | CAT 1   | NED 2   | GBR 2   | GER 1   | CZE 3   | POR 2   | VAL 2   | BRA Ret | PAC 4   | AUS 1   |     |     | 1r  | 279 |
| 2001 | 500cc     | Yamaha   | JPN Ret | RSA 16  | ESP DNS | FRA DNQ | ITA    | CAT 12  | NED 11  | GBR 9   | GER 6   | CZE 12  | POR 8   | VAL 5   | PAC Ret | AUS 6   | MAL Ret | BRA Ret |     |     | 15è | 59  |
| 2002 | MotoGP    | Yamaha   | JPN Ret | RSA 6   | ESP 11  | FRA Ret | ITA 9  | CAT 9   | NED 14  | GBR 5   | GER Ret | CZE 10  | POR Ret | BRA 7   | PAC 7   | MAL Ret | AUS 8   | VAL 9   |     |     | 10è | 81  |
| 2003 | MotoGP    | Yamaha   | JPN 15  | RSA 10  | ESP 10  | FRA 4   | ITA 10 | CAT Ret | NED 5   | GBR Ret | GER 9   | CZE 11  | POR 13  | BRA Ret | PAC 13  | MAL DNS | AUS 6   | VAL Ret |     |     | 12è | 71  |
| 2004 | MotoGP    | Moriwaki | RSA     | ESP     | FRA     | ITA     | CAT    | NED     | BRA     | GER     | GBR     | CZE     | POR     | JPN 11  | QAT     | MAL     | AUS     | VAL Ret |     |     | 24è | 5   |
| 2005 | MotoGP    | Kawasaki | ESP     | POR     | CHN 2   | FRA 11  | ITA    | CAT     | NED     | USA     | GBR     | GER Ret | CZE     | JPN     | MAL Ret | QAT DNS | AUS 16  | TUR 13  | VAL |     | 17è | 28  |
| 2007 | MotoGP    | Kawasaki | QAT 12  | ESP 18  | TUR Ret | CHN DNS | FRA    | ITA 16  | CAT DNS | GBR     | NED     | GER     | USA     | CZE     | SM      | POR     | JPN     | AUS     | MAL | VAL | 23è | 4   |